# Прокрида
Прокрида је у грчкој митологији била кћер атинског краља Ерехтеја и Пракситеје. 

## Митологија
Прокрида је са својим мужем Кефалом живела срећно, док га није отела богиња зоре Еоја. Кефал није желео љубав богиње, већ да се врати кући својој Прокриди. Богиња је на крају попустила и вратила га, али му је у срце унела сумњу о верности његове жене. Зато се он њој вратио са ликом преображеним у другог мушкарца и почео да јој се удвара. Тек када јој је понудио скупоцене поклоне, Прокрида му је поклонила љубав. Када је открио свој идентитет, постиђена жена је побегла у планине и постала пратиља богиње Артемиде. Ипак, Кефал није могао да заборави своју вољену, па је кренуо да је тражи. Кефал је, после дужег трагања, пронашао Прокриду која је била у пратњи богиње Артемиде, па му је она као свом великом поштоваоцу, вратила Прокриду. Артемида је дозволила Прокриди да поклони Кефалу дарове које је она њој поклонила - чаробно копље које никада не промаши свој циљ и ловачког пса коме ниједно живо биће не може побећи.
Према другој причи, Прокрида је преварила Кефала у току његовог одсуства са Птелеоном који јој је поклонио златну круну. Када је Кефал открио њено неверство, побегла је на Крит краљу Миноју, чија је љубавница постала, те јој је он поклонио копље и пса. Миној је иначе био познат као човек који је волео жене и био неверан својој супрузи Пасифаји, те је она бацила чини на њега да када ејакулира, уместо семена избацује змије, шкорпије и отровне стоноге, што би се завршило смрћу његове љубавнице. На Пасифају, као кћерку бога Хелија, то није имало утицаја. Миној из тог разлога није могао да има деце, па је Прокрида обеубедила себи место на двору тако што му је обећала да ће га излечити од те необичне стерилности. Прокрида је у женске гениталије убацила бешику козе, те када је ејакулирао гамад у ту бешику, могао је да води љубав са својом женом и да има децу. Из захвалности, Миној је дао Прокриди копље и пса Лелапа, које је сам добио од Зевса због тога што је својевремено заштитио Европу. Према другим ауторима, она га ипак није излечила, већ му је била само љубавница, која је пристала то да буде када јој је понудио копље и пса. Ипак, дала му је посебан напитак од корена како јој не би наудио током вођења љубави. Плашећи се његове љубоморне супруге Пасифаје, поново је побегла у Атику, где се сусрела са Кефалом. Вративши се кући, њих двоје су наставили са својим мирним животом. Једног дана јој је један пастир рекао у поверењу да њен Кефал одлази у шуму и дозива неку „Нефелу“. Пастир није знао да је Нефела богиња облака и да је Кефал дозивао облак, да би у његовој сенци могао да се одмори после лова. Прокрида је идућег јута пошла раније од Кефала у шуму и сакрила се близу пропланка где се Кефал обично одмарао. После извесног времена појавио се Кефал, а Прокрида, када је зачула како дозива Нефелу, била је сигурна да је Кефал дошао на састанак са богињом и заплакала се од жалости. Када је зачуо шум из грмља у коме је била Прокрида, помислио је да је то шум скривене дивљачи и хитнуо је копље. Тада је зачуо крик своје жене и схватио је кога је погодио. Рана је била смртоносна, те ју је Кефал узео у наручје и објаснио јој трагични неспоразум, тако да је она умрла са осмехом на уснама.
Прокрида и Кефал су имали сина Аркисија, а помиње се и њена кћерка Аглаура, коју је имала са својим оцем Ерехтејем.

## Друге личности
Прокрида је, према Аполодору, била једна од многобројних кћерки Теспија и Мегамеде, која је са Хераклом имала синове Антилеонта и Хипеја.